# Psycho T Records
Psycho T Records ist ein Label für Punk, Hardcore Punk, Oi! und Rockabilly. Gegründet wurde es 1997 vom Soko-Durst-Sänger Dirk Enger. Sitz des Labels ist Rochlitz in Sachsen.

## Künstler (Auszug)
Unter Vertrag bei Psycho T Records stehen oder standen unter anderem:
- V8 Wankers
- Trabireiter
- Riot Company
- xCrosscheckx
- Verlorene Jungs
- Rabauken
- Daily Terror
- Bierpatrioten
- Soko Durst